# Hans-Peter Raddatz
Hans-Peter Raddatz (* 18. září 1941) je německý orientalista, publicista a obchodník.
Absolvent univerzity v Bonnu, později pracoval na Blízkém východě pro několik bank. Podílel se na vzniku jedné z encyklopedií islámu. Doposud (2006) přispívá do listů Die Welt a Hamburger Abenblatt. Napsal knihy Von Gott zu Allah?, Die tűrkische Gefahr? a jiné.
Hans-Peter Raddatz je známý svými kritickými názory na dění v muslimském světě. Píše, že islamistické státy nedodržují lidská práva, především svobodu projevu a náboženského vyznání.